# Komba Goura
Komba Goura (auch: Kombagoura) ist ein Dorf in der Landgemeinde Karma in Niger.

## Geographie
Das von einem traditionellen Ortsvorsteher (chef traditionnel) geleitete Dorf liegt am linken Ufer des Flusses Niger. Es befindet sich rund vier Kilometer westlich des Hauptorts Karma der gleichnamigen Landgemeinde, die zum Departement Kollo in der Region Tillabéri gehört. Zu den Siedlungen in der näheren Umgebung von Komba Goura zählen am selben Flussufer Koutoukalé Zéno im Nordwesten und Niamé im Osten sowie am gegenüberliegenden Flussufer Hondey Zéno im Südosten und Tiétiéguimé im Südwesten.
Komba Goura ist Teil der Übergangszone zwischen Sahel und Sudan. Die durchschnittliche jährliche Niederschlagshöhe beträgt hier zwischen 400 und 500 mm.

## Geschichte
Bei der Flutkatastrophe von 2010 gehörte Komba Goura zu den am schwersten getroffenen Orten in der Gemeinde Karma, in der innerhalb weniger Tage insgesamt 1436 Hektar landwirtschaftliche Nutzflächen überschwemmt wurden. Der französische humanitäre Verein Niger Ma Zaada errichtete 2017 eine Wasserleitung im Ort.

## Bevölkerung
Bei der Volkszählung 2012 hatte Komba Goura 509 Einwohner, die in 76 Haushalten lebten. Bei der Volkszählung 2001 betrug die Einwohnerzahl 208 in 27 Haushalten und bei der Volkszählung 1988 belief sich die Einwohnerzahl auf 152 in 26 Haushalten.

## Wirtschaft und Infrastruktur
Es gibt eine Schule im Dorf.